# Autocicle

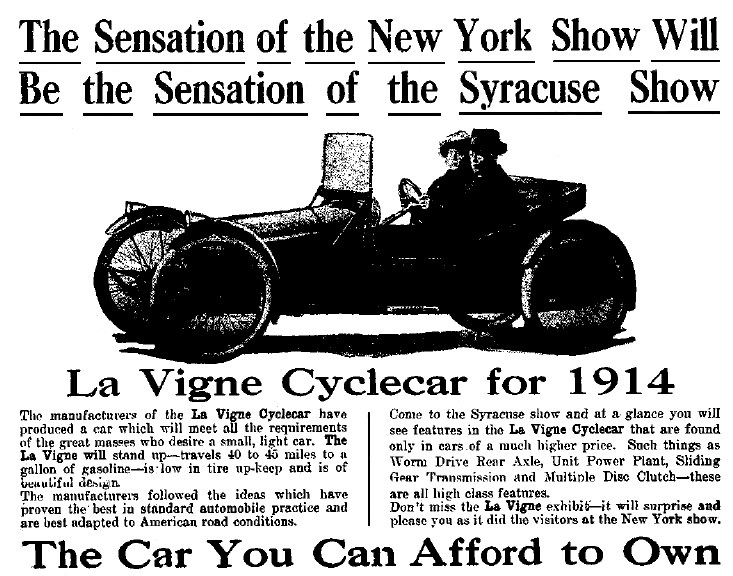
Anunci publicitari d'un autocicle La Vigne de 1914

Un autocicle, conegut antigament pel nom anglès cyclecar, fou una mena d'automòbil petit, lleuger i econòmic que es fabricà principalment entre 1910 i el final de la dècada de 1920. Els autocicles es caracteritzaven pel seu ús de materials bàsics i de vegades enginyeria fràgil, i van ser ideats principalment per a omplir el buit existent al mercat entre les motocicletes i els cotxes. La seva desaparició fou en gran manera el resultat de les millores en els processos de producció de cotxes econòmics més substancials, del tipus de l'Austin 7, i la consegüent assequibilitat d'aquests vehicles. Els vehicles de qualitats similars produïts després de la Segona Guerra Mundial es classifiquen generalment com a microcotxes.

## Descripció general
Els autocicles duien motors monocilíndrics, bicilíndrics en V o més rarament tetracilíndrics, sovint refrigerats per aire. De vegades, els motors i altres components com ara les caixes de canvis eren originaris de motocicleta. Els autocicles estaven a mig camí entre les motocicletes i els cotxes i anaven equipats amb xassissos lleugers, de vegades en configuració de dos seients en tàndem, amb uns nivells de confort i protecció contra la intempèrie primaris. S'hi van fer servir diversos dissenys i mitjans de transmissió de la potència del motor a les rodes, tant per corretja com per cadena, sovint a una sola roda del darrere per tal d'evitar haver de muntar-hi un diferencial.

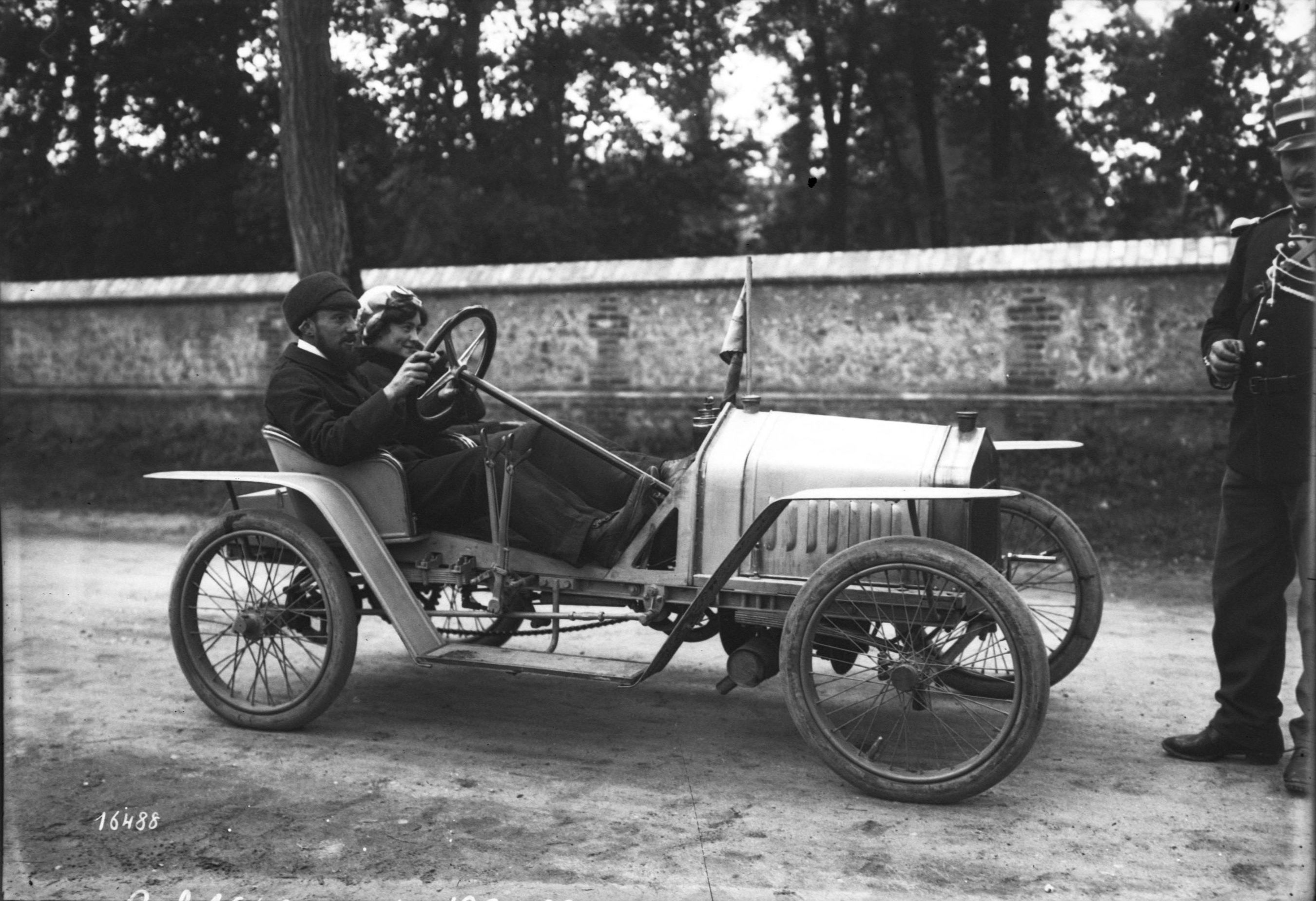
Marcel Violet amb el seu autocicle Violette en una cursa el 1911

L'auge dels autocicles fou resultat directe de les reduïdes taxes de matriculació i llicències anuals establertes per als cotxes lleugers de petita cilindrada. A França, per exemple, un cotxe es beneficiava de taxes reduïdes si pesava menys de 350 kg. El 14 de desembre de 1912, en una reunió de la Federation Internationale des Clubs Motocyclistes, es va decidir formalment que hi hauria d'haver una classificació internacional d'autocicles homologada pel Regne Unit, Canadà, Estats Units, França, Països Baixos, Bèlgica, Itàlia, Àustria i Alemanya. També es va decidir establir dues classes d'autocicles, de la següent manera;
- I Large class ("Gran"):
  - Pes màxim: 350 kg
  - Capacitat màxima del motor: 1.100 cc
  - Secció mínima dels pneumàtics: 60 mm
- II Small class ("Petita"):
  - Pes mínim: 150 kg
  - Pes màxim: 300 kg
  - Capacitat màxima del motor: 750 cc
  - Secció mínima dels pneumàtics: 55 mm

Tots els autocicles havien de tenir embragatge i caixa de canvi de velocitats. Aquest requisit es podia complir fins i tot pels dispositius més simples, com ara un que permetés de lliscar la corretja a la politja per a actuar com un embragatge i la variació del diàmetre de la politja per tal de canviar la relació de transmissió.

## Introducció

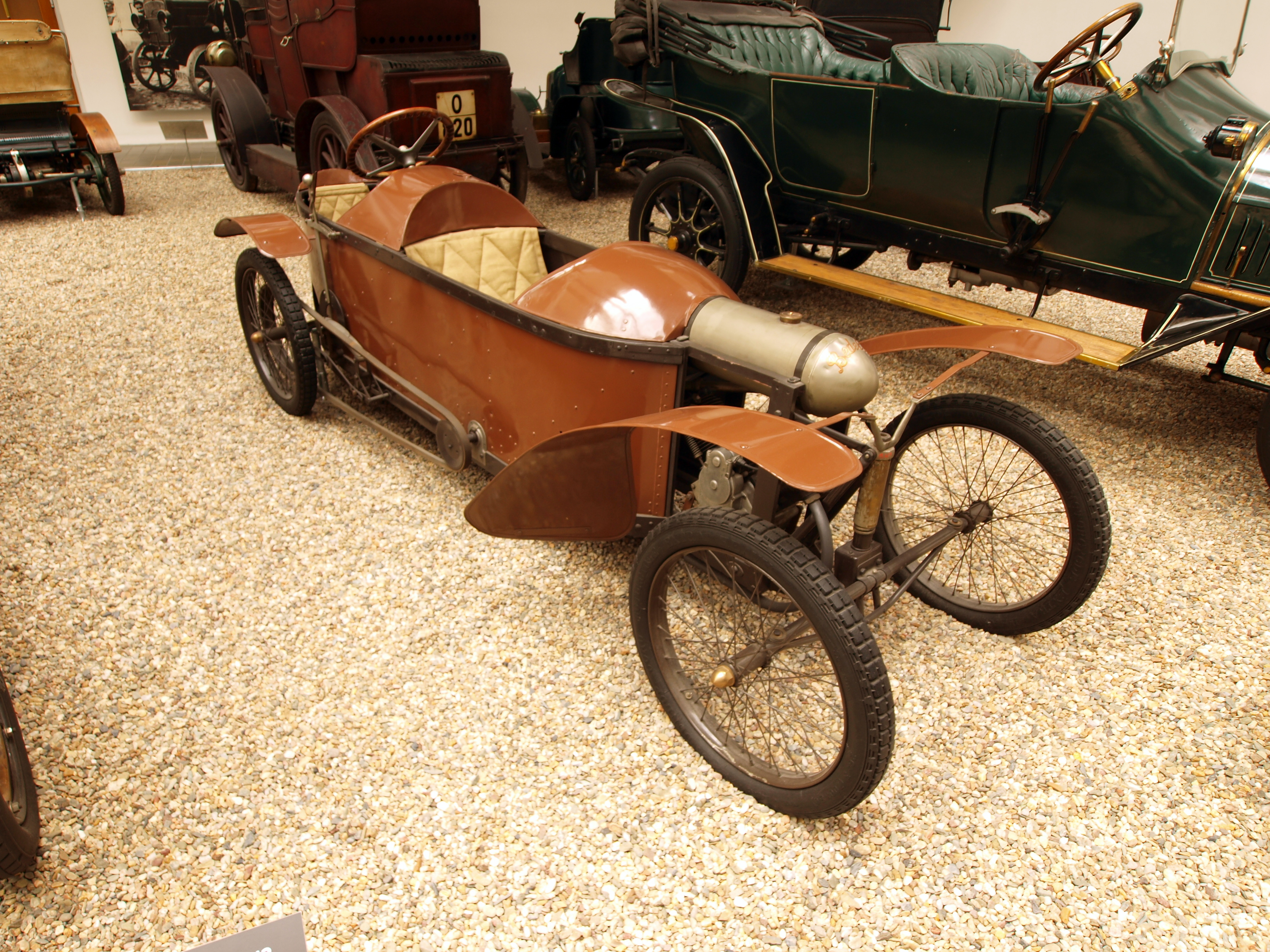
Autocicle Bédélia de 1912

De 1898 a 1910, la producció d'automòbils es va expandir ràpidament. Els cotxes lleugers d'aquella època eren coneguts comunament com a voiturettes. Els autocicles més petits varen aparèixer pels volts de 1910, amb el seu auge poc abans de l'esclat de la Primera Guerra Mundial. El 27 de novembre de 1912 Temple Press llançà la revista The Cyclecar (més tard rebatejada com a The Light Car and Cyclecar) i es formà el Cyclecar Club (més tard convertit en el British Automobile Racing Club). D'ençà de 1912, el Motor Cycle show de l'Olympia de Londres esdevingué el Motor Cycle and Cycle Car Show.
El nombre de fabricants d'autocicles era el 1911 inferior a una dotzena tant al Regne Unit com a França, però el 1914 hi havia més de 100 fabricants a cadascun d'aquests dos països, així com altres a Alemanya, Àustria i altres països europeus. El 1912, l'A.C. Sociable fou descrit com "un dels autocicles més populars a la carretera, tant per al plaer com per als negocis", per bé que una altra font afirma que el Humberette era el més popular dels autocicles en aquells moments. Moltes de les nombroses marques varen ser relativament de curta durada, però d'altres es varen fer més conegudes -sovint gràcies als èxits esportius- com fou el cas de les marques Bédélia a França i GN i Morgan al Regne Unit.

## Cotxes esportius i curses d'autocicles
Alguns autocicles com ara els Amilcar, Major o Salmson de França varen tenir prou rendiment i competitivitat com per a ser considerats cotxes esportius. La primera cursa dedicada a autocicles fou organitzada per l'Automobile Club de France el 1913, seguit d'un Gran Premi d'autocicles a Le Mans el 1920. L'Auto Cycle Union britànica va introduir les curses d'autocicles a l'Illa de Man el setembre de 1914, però la cursa fou desconvocada a causa de l'esclat de la guerra.
A Catalunya, els autocicles foren molt habituals aquells anys en tota mena de competicions, sovint destinades també a motocicletes com ara la Volta a Catalunya, la Pujada als Brucs o la de la Rabassada. Hi hagué també curses dedicades especialment als autocicles, com ara el Trofeu Armangué o les primeres edicions del Gran Premi Penya Rhin. Marques com ara David, Díaz y Grilló, Ideal o la palmesana Loryc eren les més populars aleshores.

## Declivi i represa

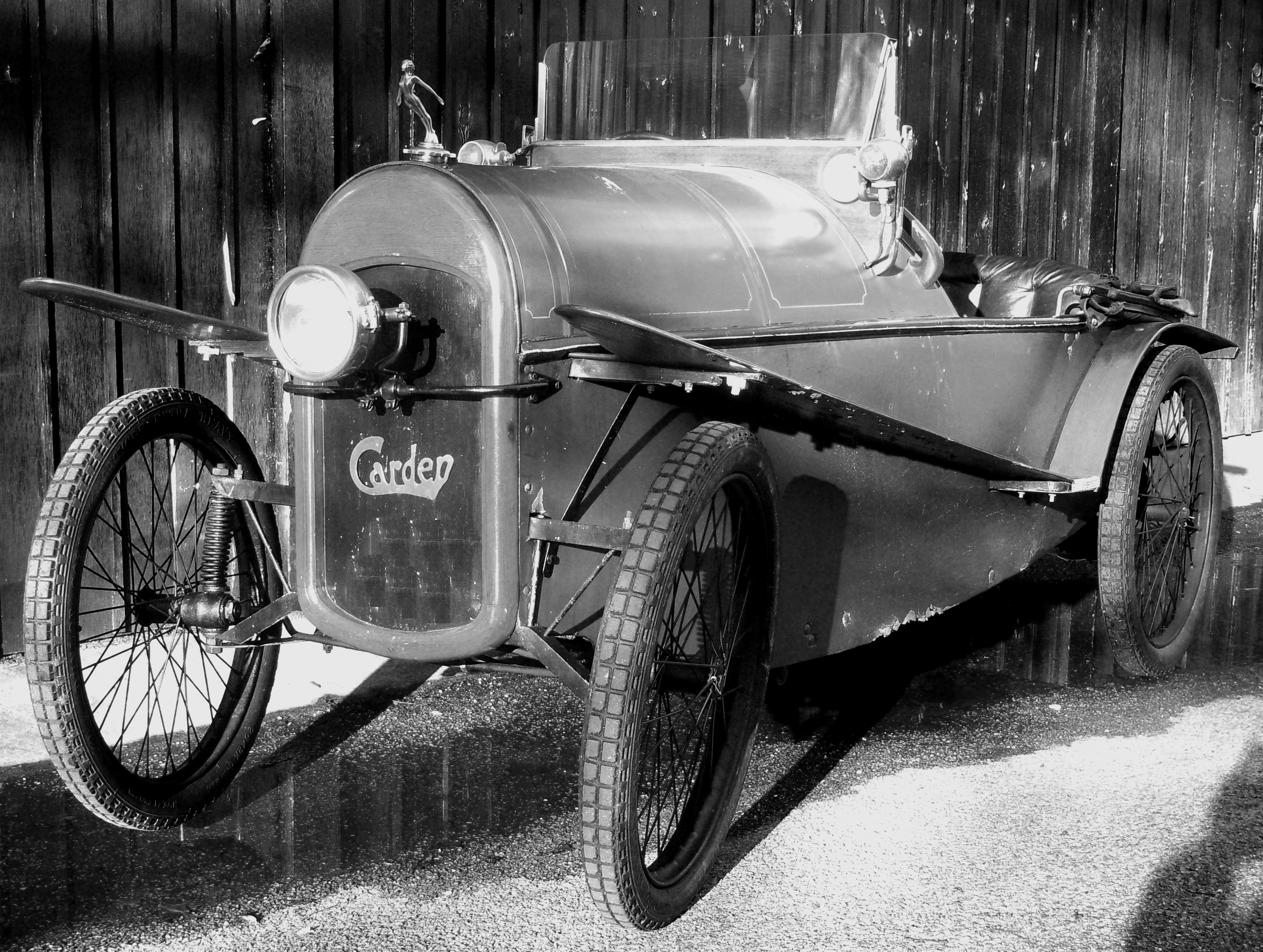
Autocicle Carden dels volts de 1920

A començaments de la dècada de 1920, la història dels autocicles va encarar el seu punt final. Els principals productors d'automòbils, com ara Ford, varen ser capaços de reduir els seus preus per tal de soscavar els dels fabricants dels petits autocicles. Cotxes assequibles similars es començaren a oferir arreu d'Europa, entre ells el Citroën 5CV, l'Austin 7 i el Morris Cowley. L'auge de l'autocicle acabà sobtadament i la majoria dels seus fabricants tancaren. Algunes empreses com ara Chater-Lea varen sobreviure en tornar a la fabricació de motocicletes.
Després de Segona Guerra Mundial tornà a haver-hi demanda de cotxes petits i econòmics, de manera que en van aparèixer nous fabricants. Els nous vehicles, però, varen ser anomenats microcotxes i fins i tot bubble car ("cotxe bombolla") per la població.